# 掾
掾，是中国秦汉时中央朝廷和地方官署内设办事机构“曹”的长官。另外有開府資格者也有各類掾史，掾、史为曹正、副长官，掾为正，史为副，開府者府中掾屬均由府主（本府的长官）自行任命。三公府掾、刺史府掾官秩可至四百石或三百石，此类高级掾的任命需要向上一級官署上报备案；此外还有不需要上报备案即可任命的下级掾，官秩百石。县诸掾的官秩都在百石以下。
中华民国辛亥革命时，浙江都督府在都督府及所属各局（后改处），设掾史，办理会计等。民国元年（1912年）所定《浙江省地方官制》在各县亦设掾史，位次科员。后无闻。